# El cant del cucut
El cant del cucut és una novel·la detectivesca de Joanne Rowling, publicada en anglès el 30 d'abril del 2013 per Little, Brown & Company amb el pseudònim de «Robert Galbraith». Després que la veritable identitat de l'autora sortís a la llum (com a resultat de la indiscreció d'un excol·laborador de la Rowling), la novel·la, que fins al moment s'havia venut modestament, es va convertir en un èxit comercial aconseguint el primer lloc de diverses llistes de supervendes.
El 14 de novembre del 2013 la novel·la es va publicar en català, editada per Proa.